# Ken Wilcock
Ken Wilcock (eigentlich Kenneth J. Wilcock; * 28. Dezember 1934) ist ein ehemaliger britischer Sprinter, der sich auf den 400-Meter-Lauf spezialisiert hatte.
1962 gewann er bei den Leichtathletik-Europameisterschaften in Belgrad mit der britischen Mannschaft Silber in der 4-mal-400-Meter-Staffel.
Seine persönliche Bestzeit über 440 Yards von 47,1 s (entspricht 46,8 s über 400 m) stellte er am 21. Juli 1962 in St Helens auf.